# Fotografski turizem
Fotografski turizem je oblika interesnega turizma, kjer majhna skupina ljudi potuje z osrednjim namenom fotografiranja. Predmet fotografiranja obsega različne motive, kot so pokrajine, portreti, arhitektura, kultura, hrana, divjina ipd.

### Razvoj fotografije v turizmu
Fotografija je spremenila percepcijo potovanj, saj presega realno podobo krajev in ustvarja virtualno podobo realnosti posameznika. Že od nekdaj predstavlja neločljiv del turizma kot osrednje promocijsko sredstvo turističnih proizvodov in storitev. Turistom pa služi kot vizualni medij, da zabeležijo svoje spomine s potovanj. 

Fotografija je bila na začetku dostopna zgolj višjemu sloju, kasneje je tehnološki razvoj doprinesel k širši rabi. Tako se je v turstični industriji ščasoma razvil Fotografski turizem, ki je odprl priložnost podjetjem, kot so Traveling lens, National geographic expeditions, in prav tako posameznim fotografom, da organizirajo potovanja za manjše skupine z osrednjim motivom fotografiranja. Turistične destinacije so tako pridobile oznako kot 'fotografsko priljubljene'. Dandanes so socialna omrežja poskrbela za široko paleto takih destinacij, ki so obiskane prav s tem namenom. Pojavil se je tudi nov poklic 'svobodnjakov' oz. 'popotnih nomadov', ki potujejo, delijo svoje fotografije in se preživljajo s promocijiami turističnih ponudnikov. Popotniški fotografi so zato vedno bolj zahtevni in usmerjeni v dokaj neznane kraje po svetu. Iščejo izzive, zato destinacije ne smejo biti preobljudene, a vseeno navdihujoče, da se lahko izražajo skozi pokrajinsko in kulturno raznolikost. Osrednja pozornost popotniških fotografskih delavnic sloni na nasvetih strokovnjakov, izposoji opreme in prezentiranih demonstracijah, ki se osredotočajo na različne pristope k fotografiranemu predmetu. Turistični fotograf ni nujno profesionalni, lahko gre zgolj za hobi, ki ga posameznik uresničuje na tematsko obarvanem potovanju v tujino. 

### Fotografski turizem in okolje
Fotografski turizem je odlična alternativa množičnemu turizmu, saj zahteva prakso manjših skupin in na ta način ohranja naravno ter kulturno podobo destinacij.
Socialno-ekonomski in okoljski aspekti niso bili še nikoli tako pomembni kot danes. Z razvojem namenskega turizma pridobijo potovanja višji namen. Med seboj povežemo posameznike s skupnim interesom in omejimo število obiskovalcev na destinaciji za fotografsko-turistične namene. Razvoj le-teh pa predstavlja velik razcvet za turistično industrijo, saj odpira možnosti individualnega pristopa in širše tematske ponudbe, ki se prilagaja interesom posameznika.

## Zanimivost
Sebki ali 'selfiji' so postali priljubljen način fotografiranja na potovanjih. Vse več turistov se odloči za nakup tako imenovane 'selfie palice', ki se idelno prilega pametnim telefonom. Omogoča namreč, da sami sebe fotografiramo iz večje razdalje ter s tem zaobjamemo širšo okolico. Ljudje skušajo biti čim bolj ustvarjalni in ekstremni pri zajemu sebka, zato se je ta 'kreativni šport' uvrstil v ene izmed usodnih. Pričanja o smrtih žrtvah za popolno sliko so v zadnjem času v porastu. Po podatkih svetovne študije je zaradi usodnih sebkov, med letoma 2011 in 2017, umrlo 259 ljudi. Na nevarnih mestih so tako uvedli prepovedane 'sebek cone', da bi zmanjšali smrti. V številnih najhujših incidentih so bili običajni ljudje, ki so padli z vlaka ali stolpnice, nekatere so napadle živali, vključno z medvedi, krokodili in tigri. Glavni vzroki smrti, ki so sledili nesrečnim poskusom idealnega sebka, so utopitev, napadi živali in padci.
Razvili so tudi aplikacijo, imenovano Saftie, ki deluje kot podatkovna banka s približno 7000 kraji po vsem svetu, kjer je nevarno izvajati sebke. Še bolj ekstremna pa je uvedba zavarovanja "killfie", ki so ga začele ponujati nekatere zavarovalnice v primeru nesreč med fotografiranjem sebka.